# توفيق العايب
توفيق العايب هو ممثل تونسي. اشتهر بشخصية "قدور" في المسلسل الشهير"صيد الريم" لكنه انطلق قبلها بأدوار في السينما مثل في2004 فيلم"نادية وسارة" .. و أدى في 2007 دور في مسلسل "كمنجة سلامة" .في 2012 عمل في مسلسل "لاجل عيون كاترين" و فيلم حكايات تونسية" في 2013 فيلم"هز يا وز" في 2015 مسلسلين"حكايات تونسية" و "ليلة الشك". كما أنه مثل في المسرح. آخر أعماله مسلسل المنارة في رمضان 2017

## فيلموغرافيا

### السينما
- 1991: إيزابيل إيبرهارت لإيان برينجول.
- 2004: نادية وسارة (فيلم إنجليزي) لمفيدة التلاتلي.
- 2009:
  - الدواحة لرجاء عماري.
  - العربة الأخيرة (فيلم قصير) لسارة عبيدي.
- 2011:
  - حكايات تونسية لندى المازني حفيظ بدور سامي.
  - رغوة (فيلم قصير) لكريم بسيسة.
  - داي أوف ذا فالكون لجون جاك أنو.
- 2013: هزّ ياوز لإبراهيم اللطيف.
- 2017: الجايدة لسلمى بكار.

### المسلسلات
- 2005:
  - كافيه جلول للطفي بن ساسي وعماد بن حميدة ومحمد دمق بدور سي الكستاني.
  - شوفلي حل لصلاح الدين الصيد وعبد القادر الجربي (ضيف شرف الحلقة 27 من الموسم 1 والحلقات 3 و4 و8 و12 و14 من الموسم 5) بدور الصحبي.
- 2007: كمنجة سلّامة لحمادي عرافة بدور بوجمعة.
- 2008: صيد الريم لعلي منصور بدور ڨدور.
- 2012: نجوم الليل (ضيف شرف الموسم 4) لمهدي نصرة بدور الشيخ.
- 2013: علّق الصباط لغازي الزغباني.
- 2015:
  - ليلة الشّك لمجدي السميري وجميل النجار ودرة الفازع بدور عبد العزيز.
  - بوليس حالة عادية (الموسم 1) لمجدي السميري وإبراهيم اللطيف.
  - حكايات تونسية لندى المازني حفيظ.
- 2016: صحبة غير درجين لحمزة المسعودي ومنى بن محمد بدور سي الناصر، والد قيس.
- 2017: المنارة لعاطف بن حسين.

### المسرح
- 1997: حب في الخريف لعز الدين قنون.
- 2001: هنا تونس لتوفيق الجبالي.
- 2004:
  - كلام الليل لتوفيق الجبالي.
  - لصوص بغداد لتوفيق الجبالي.
- 2006: برج الدلو لتوفيق العايب.
- 2009: مونولوجات غزة وقام بإخراجها مسرحيا كل من توفيق العايب وزينب الفرشيشي.
- 2010: مستر ريم (وان مان شو) وقام بإخراجها مسرحيا غازي الزغباني.

## روابط خارجية
- توفيق العايب على موقع IMDb (الإنجليزية)
- توفيق العايب على موقع قاعدة بيانات الأفلام العربية
- توفيق العايب على موقع أول موفي (الإنجليزية)
- توفيق العايب على موقع كينوبويسك (الروسية)